# Historia de Cabo Verde

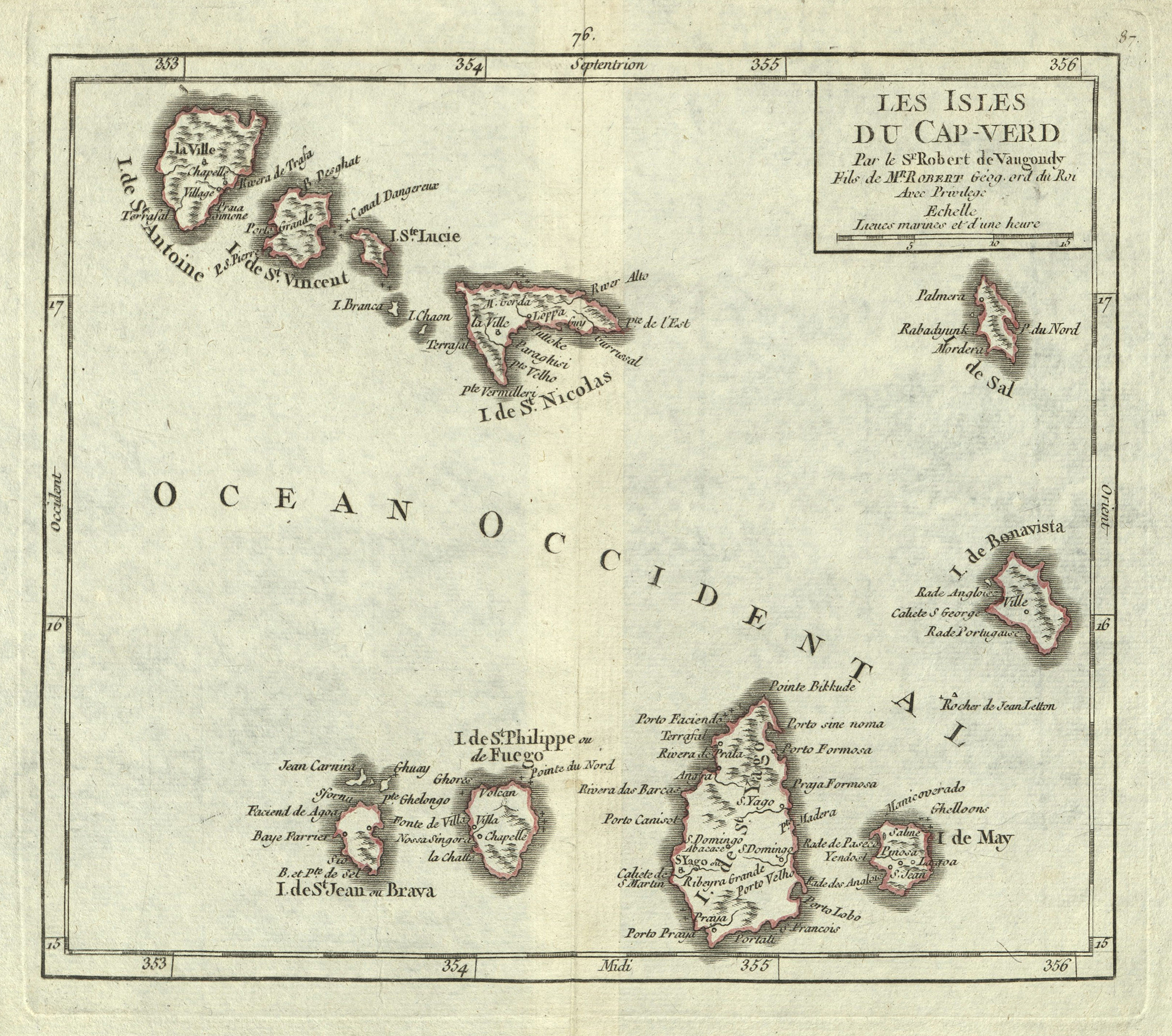
Les Isles du Cap-Verd, 1749

Hasta mediados del siglo XIX, Cabo Verde fue un importante emporio portugués del tráfico de esclavos hacia los Estados Unidos de América, el Caribe y Brasil. Con la abolición del tráfico de esclavos en 1867, el interés comercial del archipiélago disminuyó, volviendo a tener importancia sólo a partir de mitad del siglo XX.
Con la decadencia económica y las constantes sequías en el árido suelo del archipiélago, la emigración poblacional desde la colonia de Cabo Verde se volvió importante desde principios del siglo XX.

## Colonia portuguesa
La colonización portuguesa comenzó en 1462 por la isla de Santiago para el cultivo de caña de azúcar y algodón. A principios del siglo XVI se establecerían plantaciones de vides en la isla de Fogo. La colonia fue atacada por piratas berberiscos en 1541 y por los ingleses comandados por Francis Drake en 1578 y 1585, decidiéndose durante el periodo de Unión ibérica la construcción a partir de 1587 del Fuerte Real de San Felipe en la Cidade Velha.

## La lucha por la independencia
A partir de la década de 1950, con el surgimiento de los movimientos de independencia de los pueblos africanos, la colonia de Cabo Verde se vincula a la lucha por la liberación de la Guinea Portuguesa (actual Guinea-Bissau). En 1956 el intelectual caboverdiano Amílcar Cabral fundó en el exilio en Conakri el Partido Africano para la Independencia de Guinea y Cabo Verde (PAIGC). Amílcar Cabral murió asesinado en 1973.

## El gobierno de partido único
Gracias a la Revolución de los Claveles que en 1974 depuso la dictadura en Portugal, se inició el proceso descolonizador. En contra de lo ocurrido en el continente la lucha anticolonial había sido poco menos que testimonial, con una presencia muy escasa del PAICG. Cuando se iniciaron las negociaciones, los guerrilleros exigieron la unidad de los dos territorios en un mismo Estado, hecho que provocó la reacción en las islas, donde los partidarios de la independencia en solitario se movilizaron.
Finalmente Cabo Verde obtuvo la independencia el 5 de julio de 1975. Cabo Verde y Guinea-Bissau formaron países separados y gobernados por el mismo partido único de orientación marxista, el PAIGC. El líder del partido en Cabo Verde, Aristides Pereira, fue investido como el primer presidente del nuevo país.
El plan de unificación política de Cabo Verde con Guinea-Bissau fracasó en 1980, debido al golpe militar en aquel país que depuso al presidente Luís de Almeida Cabral - hermano de Amílcar Cabral. El ala caboverdiana del PAIGC se rompe con la de Guinea-Bissau y pasa a llamarse Partido Africano para la Independencia de Cabo Verde (PAICV). Las relaciones diplomáticas con Guinea-Bissau fueron rotas en seguida, pero serían restablecidas dos años más tarde.

## La transición democrática
En 1990 comenzó la transición democrática con el fin del régimen del partido único. Antes, el PAICV renunció a las ideas marxistas. En 1992 el país creó una Constitución democrática.
En las elecciones parlamentarias de 2001, el PAICV obtuvo 40 de los 72 asientos de la Asamblea Nacional. El líder del partido, José Maria Neves fue nombrado como primer ministro. En una elección presidencial muy ajustada, Pedro Pires, del PAICV, derrotó a Carlos Veiga, del Movimiento para la Democracia, con una diferencia de apenas 17 votos para un electorado de más de 151.000 personas.